# Claudio Bortolotto
Claudio Bortolotto (Orsago, 19 marzo 1952) è un ex ciclista su strada italiano.
Professionista dal 1974 al 1984, vinse due tappe al Giro d'Italia e per tre volte la classifica scalatori della "Corsa rosa".

## Carriera
Si mise in luce al Giro d'Italia vincendo due tappe e, per tre anni consecutivi, dal 1979 al 1981, la maglia verde del Gran Premio della Montagna. Ottenne altri successi come la Coppa Sabatini ed il Gran Premio Industria e Commercio di Prato; fu anche terzo nel campionato italiano su strada in linea nel 1979. Nel 1977 e 1978 fu convocato in Nazionale per partecipare ai campionati del mondo su strada.

## Palmarès
- 1977

11ª tappa Giro d'Italia (Salsomaggiore > Santa Margherita Ligure)
Gran Premio Industria e Commercio di Prato
- 1978

2ª tappa Grand Prix du Midi Libre
Classifica generale Grand Prix du Midi Libre
- 1979

4ª tappa Giro d'Italia (Caserta > Potenza)
- 1981

Coppa Sabatini
- 1982

3ª tappa Deutschland Tour

### Altri successi
- 1979

Classifica dei Gran Premi della Montagna Giro d'Italia
- 1980

Classifica dei Gran Premi della Montagna Giro d'Italia
- 1981

Classifica dei Gran premi della Montagna Giro d'Italia
Criterium di San Vedemiano

## Piazzamenti

### Grandi Giri
- Giro d'Italia

1974: 35º
1976: 22º
1977: 8º
1978: 8º
1979: 15º
1980: 25º
1981: 9º
1983: 34º
1984: 38º
- Vuelta a España

1983: 14º

### Classiche monumento
- Milano-Sanremo

1974: 26º
1976: 126º
1980: 21º
1982: 6º
- Giro di Lombardia

1975: 13º

### Competizioni mondiali
- Campionati del mondo

San Cristóbal 1977 - In linea: 24º
Nürburgring 1978 - In linea: 18º